# Affirmation (José Feliciano)
Affirmation è una canzone strumentale scritta da José Feliciano e interpretata anche come più conosciuta cover da George Benson, ma inizialmente quindi lanciata nel mercato internazionale da José Feliciano nel settembre 1975, inclusa nell'album Just Wanna Rock'n'Roll che Jose Feliciano pubblicò immediatamente dopo la sua collaborazione come chitarrista nell'album di John Lennon Rock'n'Roll.
Affirmation è quindi un brano strumentale scritto e interpretato in lead Instrument per Chitarra classica, che Feliciano suona in stile classico (fingerstyle) mostrando la sua abilità e virtuosità seguendo però un forte arrangiamento funk contrassegnato dal classico effetto "wah-wah" ottenuto con chitarra elettrica (suonata sempre da Feliciano assieme ad altri strumenti) e in linea con alcuni brani e arrangiamenti famosi che ricordano i successi di Barry White dei primi anni Settanta. Fu anche interpretato come cover, fra le altre, da George Benson che la include con un arrangiamento jazz nel suo popolare album Breezin' che uscì sul mercato nel 1976 e che toccò la vetta delle classifiche americane. Affirmation è una delle canzoni più popolari di quell'album e viene spesso erroneamente considerata una canzone scritta da George Benson da molti suoi estimatori. C'è una interessante intervista al produttore di George Benson, Li Puma, concessa all'epoca dell'album a proposito di questa cover realizzata immediatamente dopo aver ascoltato l'album di Jose Feliciano.
Lo stesso José Feliciano ha poi registrato nuovamente "Affirmation" in una versione più jazzistica nel 1996 con la sua tour-band come parte del suo album di reinterpretazione di vecchi successi chiamato "Present Tense" le cui canzoni sono state poi riprese da svariate compilation diffuse nel mercato con etichette minori: è infatti questa versione di "Affirmation" quella che più facilmente si trova nei Cd, versione però che non eguaglia la qualità di arrangiamento e produzione della originale la quale non è mai stata inclusa in nessuna Cd-Compilation ed è quindi molto più difficile da reperire se non nella ri-stampa in CD dell'album originale che la conteneva "Just Wanna Rock'n'Roll", pubblicato dalla Wunderbird Records solo nel 2010.

## Contributi musicali
- AFFIRMATION (by José Feliciano)
- publisher; J&H Publishing co.
- versione originale dall'album "Just Wanna Rock'n'Roll" (Rca 1975)
- Arranged by: José Feliciano
- Classical Guitar: José Feliciano
- Electrical Guitar: José Feliciano
- Congas: José Feliciano
- Bass: José Feliciano
- Drums: David Kemper
- Keyboards: Thomas Hensley,
- Flutes: Jim Horns, Jackie Kelso